# Сатклифф, Элис

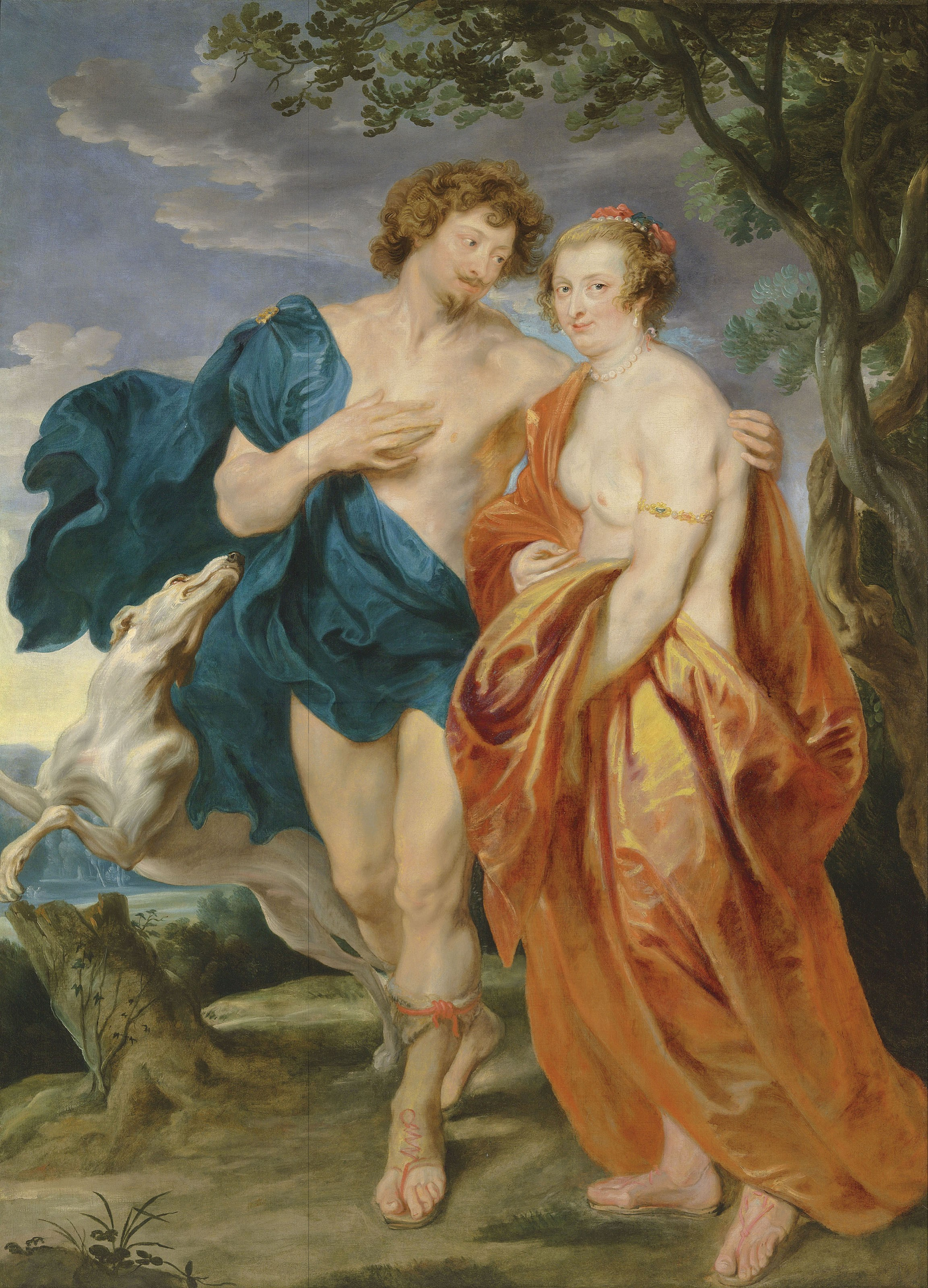
Кэтрин и Джордж Вильерсы, герцогиня и герцог Бекингемский, работа Антониса ван Дейка, ок. 1620–21. Размышления посвящены Кэтрин, а муж Элис — Джон — был членом окружения Джорджа.

Элис Сатклифф (англ. Alice Sutcliffe, урождённая Элис Вудхаус (англ. Alice Woodhouse или Woodhows), годы творчества: 1624 — 1634) — английская религиозная писательница. Её единственное известное литературное произведение «Размышления о человеческой смертности, или Путь к истинному блаженству» было впервые опубликовано в 1633 году.

## Жизнь
О жизни Сатклифф мало что известно. Её отцом был Томас Вудхаус (или Вудхауз) из Кимберли, Норфолк. Алиса вышла замуж за Джона Сатклиффа, землевладельца из Йоркшира и племянника Мэтью Сатклиффа, около 1624 года. Поскольку Джон стал женихом Тайной палаты Карла I и был оруженосцем Якова I, Алиса, вероятно, находилась при дворе Карла примерно в тот период, хотя она, возможно, также была при дворе Якова. Джон был связан с Джорджем Вильерсом, 1-м герцогом Бекингемским (мужем Кэтрин Мэннерс) и его фракцией.

## «Размышления о человеческой смертности»
Известно, что Сатклифф опубликовала только одну работу, «Размышления о человеческой смертности, или Путь к истинному блаженству», внесённую в Stationers’ Register 20 января 1633 года и впервые опубликованную в 1633 году. Второе издание произведения предваряли благодарственные письма Бена Джонсона, Джорджа Уизера и Томаса Мэя. Мейнард предполагает, что эти стихи, вероятно, были предназначены для повышения репутации Сатклифф при дворе; Уокер соглашается, отмечая, что текст Сатклифф «громко пропагандирует новизну работ этой женщины».
Сатклифф, вероятно, была близкой подругой Кэтрин Вильерс, герцогини Бекингемской, учитывая, что она посвящает свои «Размышления» Вильерс и своей невестке Сьюзен Филдинг, графине Денби. Ещё одно стихотворение в произведении посвящено Филиппу Герберту, 4-му графу Пембруку.
Её «Размышления» включают шесть размышлений в прозе, за которыми следует стихотворение «О нашей потере Адама и нашем обретении Христа», стихотворение в 88 сестетах. Стивенсон и Дэвидсон описывают поэтическую часть произведения как «краткое изложение христианской веры».
Как следует из названия, «Размышления» посвящены смертности: Патрисия Демерс отмечает «огромное изобилие образов мимолётности»; Жермен Грир отмечает, что прозаические части «Размышлений» посвящены Страшному суду. Работа демонстрирует глубину религиозных знаний.
Зальцман сравнивает «Размышления» Сатклифф с «Miscellanea» (1604) поэтессы Элизабет Гримстон, учитывая, что оба произведения построены как комбинация прозаических размышлений и поэзии. Лонгфелло предлагает сравнение с Salve Deus Rex Judaeorum (1611) Эмилии Ланьер, поскольку Сатклифф и Ланьер, очевидно, стремятся повысить свой социальный статус посредством письменного слова .
Уокер утверждает, что, опубликовав свои «Размышления», Сатклифф взяла на себя «тяжёлое бремя защиты» в глазах общественности и, соответственно, ей пришлось использовать патриархальные стереотипы в своей работе, чтобы избежать народного порицания.